# 2612 Kathryn
2612 Kathryn è un asteroide della fascia principale. Scoperto nel 1979, presenta un'orbita caratterizzata da un semiasse maggiore pari a 2,8958263 UA e da un'eccentricità di 0,1645073, inclinata di 20,17627° rispetto all'eclittica.